# Anommatus distinctus
Anommatus distinctus is een keversoort uit de familie knotshoutkevers (Bothrideridae). De wetenschappelijke naam van de soort werd in 1900 gepubliceerd door Agostino Dodero.